# Buslijn 42 (Haaglanden)
Buslijn 42 was een streekbuslijn in de regio Haaglanden in de Nederlandse provincie Zuid-Holland. De lijn werd sinds 2019 door vervoerder EBS geëxploiteerd. In het verleden was er nog minstens tweemaal een buslijn 42, maar dan op andere routes. In 2023 is lijn 42 vervangen door 46.

## Historie

### 1958-1965
De eerste buslijn 42 was van de HTM en ging rijden op 11 mei 1958 tussen station Leidschendam-Voorburg en de Haarlemsestraat in Scheveningen. 
Het was de langste van de drie HTM-buslijnen die de Blauwe Tram (NZH) vervingen. Omdat dat een populaire lijn was, dacht men dat er ter vervanging drie buslijnen nodig waren. Maar dat viel tegen. In de Haarlemsestraat was het eindpunt van de tram, en de buslijn 42 reed grotendeels langs de oude tramroute, maar dan niet door de Schenkstraat, en te Voorburg niet over de gehele Koningin Wilhelminalaan. Buslijn 40 en 41 volgden dezelfde route, maar reden in Den Haag minder ver door. 
In Voorburg was de route een "lus" via Rembrandtlaan-Oosteinde-Parkweg, ter hoogte van park Vronesteijn. Hier was voorheen ook het keerpunt van de lokaaldienst van de Blauwe Tram: de trams die niet naar Leiden doorreden keerden hier middels een keerdriehoek. 
In oktober 1965 werd buslijn 42 opgeheven in het kader van de eerste fase van het plan Lehner. De eens zo drukke tramverbinding tussen Voorburg en Scheveningen was vanwege het afnemende aantal busreizigers onrendabel geworden. De vele tramreizigers hadden een andere manier van reizen gekozen. Een jaar later volgden lijn 40 en 41.

### Vanaf 2000
De tweede buslijn 42 verscheen pas na het jaar 2000 en was een streeklijn van Connexxion. Het traject was van Den Haag Centraal Station via de A12, Forepark en Den Haag Leidschenveen naar Zoetermeer station Centrum-west. 

### Vanaf 2019
In 2019 is voor de derde keer een buslijn 42 gaan rijden, maar deze keer is het een streekbus tussen Wassenaar en Voorschoten. Op maandag tot en met vrijdag ging lijn 42 te Voorschoten door als buslijn 46 naar Den Haag. De exploitant was EBS. Buslijn 42 was niet actief in het weekend.Sinds 8 januari 2023 rijd bus 46 de hele week door naar Wassenaar, en daarmee is lijn 42 vervallen. 